# اجتمعوا معا على اسمي (رواية)
اجتمعوا معًا على اسمي هي رواية صدرت عام 1974 في شكل مذكرات للكاتبة والشاعرة (مايا أنجيلو)، وتعد الرواية هي الكتاب الثاني من سلسلة كتب من سبع أجزاء لسيرتها الذاتية، حيث كتبت هذه الرواية بعد ثلاث سنوات من كتابها الأول (الطائر الحبيس). يبدأ الكتاب مباشرة من حيث توقفت الأحداث في الجزء الأول (أعرف لماذا يغرد الطائر الحبيس) ويتتبع قصة حياة (أنجيلو) – والتي تدعى «ريتا» -من عمر السابعة عشر حتى التاسعة عشر، حيث يصور الكتاب «انحدار أم وحيدة إلى أسفل السلم الاجتماعى حيث الفقر والجريمة». وعلى الرغم من أن العنوان اقتبس من الإنجيل، لكنه أيضًا يصور حياة امرأة ذات بشرة سوداء تعيش في ظل مجتمع أمريكي يسيطر عليه البيض بعد الحرب العالمية الثانية.
، ى هذا الكتاب تتوسع (أنجيلو) في مناقشة الكثير من المواضيع التي بدأتها في سيرتها الذاتية الأولى؛ بما في ذلك الأمومة، والأسرة، والعنصرية، والهوية، والتعليم، ومحو الامية؛ ففي هذه الرواية تتضح علاقة «ريتا» بوالدتها وتصبح أكثر قربا منها، كما أنها تختبر العديد من الوظائف والعلاقات في محاولتها لإعالة ابنها الصغير وتأسيس مكانة لنفسها في العالم. تركز (أنجيلو) أكثر في هذا الكتاب على قضية العنصرية، ولكنها تنتقل من حديثها التعميمى عن كل النساء السود إلى التخصيص في الحديث عن كيف تتعامل امرأة شابة مع تلك العنصرية، بالإضافة إلى تركيز الكتاب على نرجسية الشباب، لكنه وصف أيضًا كيف استطاعت «ريتا» أن تكتشف هويتها ومثل كتير من كتب سيرتها الذاتية كان السواد الأعظم من الكتاب يتحدث عن إصرار (أنجيلو) على التعليم الذاتى.
على الرغم من أن (اجتمعوا معًا) لم ينل استحسان النقاد مثلما فعل الجزء الأول، لكنه تلقى ردود فعل ايجابية وتم الاعتراف بأن أسلوب كتابته أفضل من سابقه؛ حيث أن بينية الكتاب تتكون من سلسة حلقات مترابطة ببعضها من خلال الموضوع والمحتوى لتوازى فوضى المراهقة، وقد اعتبر بعض النقاد هذا التكوين بأنه تتمة غير كافية لل (الطائر الحبيس) حيث هناك الكثير من تنقلات وحركات «ريتا» الجسدية مما أثر على ترتيب الكتاب وجودته، جعل البعض الآخر يطلقون عليه مسمى أدب الرحلات.
صدرت الترجمة العربية للرواية عن دار ميلاد للنشر والتوزيع سنة 2021، من ترجمة الكاتب والروائي السعودي إياد عبد الرحمن.

## الخلفية

مايا أنجيلو أثناء إلقاء قصيدتها "على نبض الصباح" في حفل تنصيب الرئيس بيل كلينتون في عام 1993

اجتمعوا معًا على اسمي هو كتاب (مايا أنجيلو) الثاني الصادر عام 1974 ضمن سلسلتها السبع للسيرة الذاتية، وقد كتبت هذا الكتاب بعد ثلاث سنوات من كتابها الأول (أعرف لماذا يغرد الطائر الحبيس) فهذا الكتاب"يصور انحدار أم وحيدة إلى أسفل السلم الاجتماعى حيث الجريمة والفقر". في عام 1971نشرت (أنجيلو) ديوانها الأول بعنوان " أعطنى فحسب شربة ماء باردة قبل أن أموت" والذي أصبح من دواوين الشعر الأكثر مبيعًا، ورُشح إلى جائزة بوليتزر، ويعد هذا الديوان تجربتها الأولى في كتابة الشعر واستخدامه بدلا من النثر. وفي عام 1993 ألقت (أنجيلو) قصيدتها "على نبض الصباح" في تنصيب الرئيس (بيل كلينتون) لتصبح بذلك أول شاعرة تتلوى الافتتاحية منذ (روبرت فروست)في حفل تنصيب الرئيس (جون كينيدي)[عدل]عام 1961، كما أنها بفضل هذه التراجم الذاتية أصبحت (أنجيلو) شخصية معترف بها وتحظى باحترام وتقدير كبيرين؛ وذلك باعتبارها المتحدث الرسمي باسم النساء السود، ووفقا للباحث (جون براكستون) الذي أكد أن تلك الكتابات قد جعلت (أنجيلو) "من دون أدنى شك......أكثر كاتبة أمريكية من عرق أسود وضوحًا وتميزًا في كتابة سيرتها.

## العنوان
اقتبس عنوان (اجتمعوا معًا على اسمي) من متى 18 الايات من 19-20 "وأقول لكم أيضًا:
إن اتفق اثنان منكم على الأرض في أي شى ئ تطلبانه فإنه يكون لهما من قبل أبى الذي في السموات لانه حيثما اجتمع اثنان أو ثلاثة باسمي فهناك أكون في وسطهم" (نسخة الملك جيمس). تعترف (أنجيلو) بأصل المرجعية الدينية للعنوان، لكنها تؤكد على أن العنوان ليس دينيا فقط وإنما هو أيضًا يتصدى لعادة كثير من البالغين في الكذب على أبنائهم بشأن ماضيهم. ويؤكد الباحث (سوندرا أونيل) على أن العنوان يعد "وصية العهد الجديد للروح الهائمة وهذه الوصية تتضمن الصلاة والتواصل مع الآخرين وانتظار الخلاص بصبر"، وأما الناقد (هيلتون ألس) فيرى أن العنوان ربما يحمل معًانى إضافية حيث أن هناك موضوع سائد يحتل رواية (اجتمعوا معًا)؛ وهو كيف تستطيع امرأة ذات بشرة سوداء أن تبقى على قيد الحياة في ظل هذا الفراغ الواسع الذي كانت تعانى منه أمريكا بعد الحرب العالمية الثانية. ويوافقه الرأى الناقد (سلوين ار كودجو) أن "الحوداث في الكتاب ظهرت كأنها تتجمع معًا في اسم (مايا أنجيلو)".

## ملخص الاحداث
تبدأ الاحداث بعد انتهاء الحرب العالمية الثانية بعدة سنوات، حيث (أنجيلو) أو كما عرفت في الكتاب الأول «مارغريت» أو «ريتا» قد أنجبت ابنها «كلايد» ولازالت تعيش مع والدتها وزوجها في سان فرانسيسكو، ويتتبع الكتاب حياة «مارغريت» والتي يترواح عمرها من السابعة عشر حتى التاسعة عشر من خلال سلسة من العلاقات والمهن والمدن تختبرها في محاولتها لتربية ابنها ولإيجاد مكان لها في العالم، كما أن الكتاب يواصل مناقشة موضوعات العزلة والوحدة التي بدأتها (أنجيلو) في المجلد الأول وسبل التغلب على العنصرية والتميز على أساس الجنس، والاضطهاد المستمر لها.
وتظل تنتقل «ريتا» من وظيفة إلى أخرى، ومن علاقة إلى علاقة وهي تأمل أن "أميرها الساحر سوف يظهر في أي لحظة من العدم" حيت أكدت (أنجيلو) أن " تخيلاتى كانت مختلفة قليلا عن أي فتاة أخرى في عمرى" "سوف يأتى.. سوف يفعل..سيدخل فقط حياتى ويرانى
ويقع في حبى للأبد...أنا أريد زوج يحبنى حب دائم روحى، يحبنى من أجل نفسى، ويحبنى في أوقات نادرة (لكن جميلة) جسديا".
وبينما تحاول «ريتا» رعاية نفسها وابنها، تحدث بعض الأحداث الساخرة والخطيرة احيانا؛ ففي سان دييغو عملت«ريتا» كمديرة أعمال لاثنين من البغايا، وبينما تتواجه تهديد بالسجن مع احتمال أن تفقد ابنها من أجل أنشطتها غير القانونية، لا تجد بدا سوى الهروب مع ابنها«كلايد» لمنزل جدتها في ستامبز، اركنساس، ولكن جدتها أرسلتها إلى سان دييغو لسلامتها وحمايتها خاصة بعد أن عوقبت «ريتا» جسديا حينما تصدت لاثنين من النساء البيض في متجر، ويتجلى هذا الموقف كمثله من المواقف المختلفة وغير القابلة للحل والتي تثار حول قضية العرق. وللتم موازة الأحداث مع الكتاب الأول تعود«ريتا» للعيش مع والدتها في سان فرانسيسكو حيث تحاول هناك أن تسجل في الجيش لترفض خلال ذروة أحداث«الخوف الأحمر»، وذلك لانها كانت قد التحقت بالمدرسة العمالية في كاليفورنيا عندما كانت مراهقة صغيرة.
ومن ضمن الأحداث التي ذكرت في الكتاب، أن «أغرب اختبار» كان لها هي الفترة القصيرة التي قضتها«ريتا» في مهنة الرقص ودراسته مع شريكها «أر.أل.بول» والذي أصبح عشيقها لمدة قصيرة حتى اجتمع شمله مع شريكته السابقة، لينهي هذا عمل «ريتا» في ذلك الوقت.
تحدث نقظة التحول في الكتاب، عندما تقع «ريتا» في شباك حب أسقف يدعى «أل.دى.تولبروك» والذي يغويها ويدخلها إلى عالم الدعارة، وفي تلك الأثناء تدخل والدتها المشفي وتموت زوجة شقيقها«بيلى» مما يدفعها إلى أن تعود إلى منزل والدتها تاركة ابنها الصغير مع مربية تدعى «بيغ مارى»، ولكنها عندما تعود تجد أن تلك المربية قد اختفت مع ابنها «كلايد»، فلا تجد «ريتا» بدا إلا أن تطلب المساعدة من «تولبروك» ولكنها تصدم وتعود إلى الواقع الأليم عندما تكتشف استغلاله لها وعدم رغبته في مساعدتها؛ لتتولى على عاتقها مسئولية إيجاد ابنها وبالفعل تتقفي أثر«بيغ مارى» و«كلايد» إلى بيكرسفيلد بولاية كاليفورنيا، ليتم اخيرا جمع شملها مع«كلايد» في لقاء ملئ بالعواطف الجياشة لتصف هذه اللحظات المميزة من خلال كلماتها «في فناء محروث قرب بيكرسفيلد بدأت أفهم الآن سر التميزالذي يتفرد به الشخص. هو كان في الثالثة من عمره وأنا كنت في التاسعة عشر ولم أفكر به ابدا بعد ذلك اليوم كملحق جميل يتممنى».
في نهاية الكتاب، تجد «ريتا» نفسها قد هزمت من قبل الحياة «لأول مرة جلست في عزلة في انتظار لاستقبال البطش القادم من الحياة» وينتهي الكتاب بلقائها مع متعاطى مخدرات والذي اهتم لها بما فيه الكفاية ليبين لها اثار عاداته السيئة، وقد ساهم هذا في تحفيزعا لترفض المخدرات وتحاول تحقيق شئ لحياتها ولابنها.

## الأفكار الرئيسة

### الأمومة والأسرة
تشغل قضايا الأمومة والأسرة حيزا مهما في جميع سير (أنجيلو) الذاتية، حيث يتتطرق الكتاب إلى علاقة «ريتا» مع والدتها ومايحيط بتلك العلاقة من تغييرات؛ فتلك المرأة قد هجرت«ريتا» وأخيها وهم صغار وينتهي الكتاب الأول بعودة«ريتا» للعيش مع والدتها «بعد أن أدركت كم هي قريبة من الحافة تغيرت وأصبحت امرأة وأم» بالفعل بدأت «فيفيان» في الاهتمام أكثر بإبن «ريتا» الصغير بينما تحاول «ريتا» العمل لكسب العيش.
تؤكدالناقدة (مارى جين لبتون) «يستطيع المرء أن يشعر بإحساس قوى يسرى في رواية (اجتمعوا معًا) باعتماد «ريتا» على والدتها»، في حين يلاحظ الناقد (ليمان بى هاغن) أن علاقة (أنجيلو) بوالدتها تصبح أكثر أهمية في (اجتمعوا معًا) بل وتصبح «فيفيان» الآن عامل مؤثر في تطوير شخصية (أنجيلو) ومواقفها. أما (لبتون) فتطلق على خطف «كلايد» بأنه«تسلسل قوى لخسارة الأم» وتربط هذا باختطاف ابن «كلايد» في الثمانينيات من القرن الماضى. ولطالما قارنت (أنجيلو) عملية إنتاج هذا الكتاب بالولادة، وهو مجاز ملائم نظرا إلى ولادة ابنها في نهاية (الطائر الحبيس)؛ فهي مثل العديد من المؤلفين تعتبر عملية الكتابة الابداعية ونتائجها كأطفالها.

### العرق والعنصرية
كان هدف (أنجيلو) في البداية من كتابتها الجزء الأول من سيرتها هو «أن تكتب عن حياة النساء الأفارقة وتخبر الاخرين عن حقيقة حياتهن»  ولكن مع مرور الوقت تطور هدفها، وخاصة في ديوانها الأخيرة ليوثق تقلبات حياتها الخاصة وهذا هو نفس التكوين الذي اتبعته في كتابة سيرها الذاتية؛ فهي تعطى لمحات تاريخية عن الاماكن التي كانت تعيش فيها آنذاك وكيف تأقلمت مع سياق المجتمع الكبير، والطرق التي شكلت بعدها قصتها ضمن هذا السياق.
فالناقد (سلوين كودجو) يؤكد أن في (اجتمعوا معًا) يساور (أنجيلو) التساؤلات عن ما تعانيه المرأة ذات البشرة السوداء في الولايات المتحدة، ولكنها ركزت أكثر على نفسها في نقطة معينة من التاريخ وهي تلك السنوات التي تلت الحرب العالمية الثانية، فالكتاب يبدأ بمقدمة تصف مدى الارتباك وخيبة الأمل اللذان عانت منهما الجالية الأفريقية-الأمريكية في ذلك الوقت وليتوافق هذا مع الإحساس بالغربة والتشتت الذي يسيطر على حياة الشخصية الرئيسة فقد ذكر (ماكفرسون) بأن الأمريكيين من أصل أفريقى قد وعدوا بنظام عنصرى للترتيب لكنه لم يتحقق.
في منتصف أحداث الرواية، تجلت الحادثة التي وضحت الطرق المختلفة التي اتبعتها كلا من «ريتا» وجدتها لمواجهة العنصرية؛ فقد تمت إهانة «ريتا» على يد عامل ذو بشرة بيضاء أثناء زيارتها لستامبز، وكان رد فعل «ريتا» على هذه الإهانة هو المواجهة، لكن «مامو» عندما سمعت بالأمر وبخت حفيدتها وصفعتها وارسلتها إلى كاليفورنيا فقد أدركت من خبرتها العملية أن تصرف حفيدتها كان خاطئا، أما «ريتا» فقد شعرت بأن شخصيتها قد أهنيت وتم انتهاكها. ومن تلك اللحظة لم تعد الجدة عامل مؤثر في حياة «ريتا» التي كانت تستعد للانطلاق في كفاحها ضد العنصرية.
تحتوى أيضًا سير (أنجيلو) الذاتية _بما في ذلك هذا الكتاب_ على أساليب سرد ومناهج متعددة الثقافات في إعداد المعلمين، حيث استخدمت الدكتورة (جوسلين. أي.جلازر)- الاستاذة في جامعة واشنطن _ كلا من روايتى (الطائر الحبيس) و (اجتمعوا معًا) لتدريب المعلمين على كيفية مناقشة قضايا العرق في صفوفهم؛ حيث أشارت إلى أن استخدام (أنجيلو) للتصريحات، والسخرية الذاتية، والنكتة، والمفارقة قد ترك قراء (اجتمعوا معًا) وباقى كتب السير الذاتية مرتبكين من الاحداث التي مرت بها (أنجيلو)؛ فتصويرها لتجربتها العنصرية دفعت هؤلاء القراء والبيض بخاصة لاستكشاف مشاعرهم حول قضية العرق وجعلتهم يعودون التفكير في حالتهم الاجتماعية والامتيازات التي يحصلون عليها. كما أن (جلارز) قد وجدت أنه على الرغم من أن النقاد قد ركزوا على أين توجد كتابات (أنجيلو) من هذا الجنس الأدبى (كتب السير الذاتية للأفارقة الأمريكين)وركزوا أيضًا على تقنياتها الأدبية، إلا أن القراء قد تعاملوا مع سردها للاحداث من منطلق (الشعور بالمفأجاة والاندهاش) ولاسيما عندما يتداخل النص مع بعض التوقعات حول ماهية هذا النوع من السير الذاتية.

### الهوية
احتفظ (اجتمعوا معًا) بنضارة وتجديد (الطائر الحبيس)، لكنه تميز عنه بالوعى الذاتى؛ ذلك الوعى الغائب عن المجلد الأول، حيث يؤكد المؤلف (هيلتون الس) أن (أنجيلو)«قد استبدلت لغة التاريخ الاجتماعى بلغة العلاج» فالكتاب يعرض النرجسية ومشاركة الشباب ذاتهم؛ حيث تدور الأحداث حول الشخصية المحورية «ريتا» وأما الشخصيات الأخرى فهم شخصيات ثانوية، وهم غالبا مايتم وصفهم بالشخصيات «السطحية الجيدة في وصف مرحلة ما» فهم دائما ما يدفعون ثمن تورط «ريتا» الذاتى. لذا فكثير من كتابات (أنجيلو) كما يوضح (الس) هو «رد فعل وليس تعبيرا»، كما أن (أنجيلو) اختارت أن تؤكد على نرجسية «ريتا» في (اجتمعوا معًا) من خلال إسقاط الأشكال التقليدية للسير الذاتية التي لديها بداية ووسط ونهاية؛ فعلى سبيل المثال، ليس هناك تجربة رئيسة في كتابها الثاني كماهو الحال في (الطائر الحبيس) التي كانت تجربته الرئيسة تتمثل في تعرض (أنجيلو) للاغتصاب في سن الثامنة، أما (لبتون) فيعتقد أن تلك التجربة الرئيسة قد وصفت «في بقعة مضيئة من الرواية لكنها لم تكتشف بعد».
كحال جميع كتب الأدب الأفريقى _ الأمريكي، يصور (اجتمعوا معًا) بحث «ريتا» لاكتشاف الذات، والهوية، والكرامة في تلك البيئة العنصرية الصعبة، وعن كيفية استطاعتها -كجميع الأفارقة الأمريكين_ على أن ترتقى فوق تلك العنصرية ، وعلاوة على أن ذلك البحث عن الذات قد عبر عنه ظاهريا من خلال احتياجاتها المادية، وباطنيا من خلال الحب والعلاقات الأسرية؛ فعلى الرغم من الصدمة التي تعرضت لها في (الطائر الحبيس) من رفض والديها لها ولأخيها، لكن عالم «ريتا» كان امن نسبيا. بينما تختبر المراهقة الشابة في (اجتمعوا معًا) فسخ علاقتها أكثر من مرة وتعاني من الوحدة كنتيجة لذلك «وحدة تصبح احيانا كالانتحار وتسهم في جعل ذاتها أكثر اهتزازا» حيث تصبح «ريتا» غير متاكدة من هويتها أو ما ستصبح عليه، لذلك تختبر العديد من الأدوار بطريقة قلقة ومحبطة كما يفعل غالبا المراهقون خلال هذه الفترة من حياتهم، وبالفعل كان هذا التجريب جزء من تعليمها الذاتى والذي ساهم فيما بعد في تهيئتها بنجاح إلى مرحلة النضج والبلوغ. يوافق الناقد (لبتون) هذا الرأى بشدة ويؤكد أن نجاة «ريتا» كان من خلال التجربة والتعلم من الخطأ، وبفضلهم أسست نفسها كامرأة من عرق أسود ذات مكانة في العالم ، وبينما تعترف (أنجيلو) بأن تلك الأخطاء التي ارتكبتها هي جزء من تلخبط مرحلة الشياب ولذلك يجب أن تنسى ويتم عفرانها، تصر الشابة «ريتا» على تحمل مسئولية نفسها وطفلها.
وتؤكد أيضًا الكاتبة والباحثة في حقوق المرأة (ماريا لوريت)على أن تشكيل الهوية الثقافية النسائية قد يمتزج مع سرد (أنجيلو) ويؤسسها" كنموذج يحتذى به للمرأة ذات البشرة السوداء"، كما أن (لوريت) توافق العديد من النقاد الرأى " أن (أنجيلو) اعادت تشكيل صورة المرأة ذات البشرة السوداء في جميع كتب سيرتها الذاتية؛ حيث انها استخدمت الادوار العديدة، والتجسيد، والهويات في كتبها "للدلالة على طبقات متعددة من القهر والتاريخ الشخصى" وقد بدأت استخدام هذا الأسلوب في كتابها الأول واستمرت في (اجتمعوا معًا) وخاصة في توضيحها لتلك "العادة العنصرية" في إعادة تسمية الأفارقة الأمريكيين. كما أن (لوريت) لاحظت أن "قوة الفرد وقدرته على تخطى الصعاب هو فكرة سائدة في جميع كتب (أنجيلو)". على صعيد آخر يؤكد (كودجو) أن (أنجيلو) ما تزال يساورها القلق ازاء مايعنيه السود والإناث في أمريكا لكنها تحدد نوع معين من النساء ذوات البشرة السوداء في لحظة معينة من التاريخ، وتربطها مع بعض القوى الاجتماعية التي مازالت تضطهد النساء السود بطريقة غير مسبوقة ، ونقطة أخرى كانت يساورها القلق بشانهاهي كيف سيفكر فيها قرائها عندما يعلمون انها كانت عاهرة، ولكن زوجها (بول دو فو) شجعها أن تكون صادقة وأن "تقول الحقيقة ككاتبة " ، وهذا التردد في الكشف عن هذه الأحداث في النص قد كشفه (كودجو) مشيرا إلى أنه على الرغم من أهمية تلك الاحداث في تنميتها الاجتماعية، لا تبدو (أنجيلو) " فخورة بشكل خاص بنشاطها خلال تلك السنوات الفائتة " ، وقد ذكرت انها كتبت هذا الكتاب على الرغم من علمها أن هناك احتمال أن يسئ الكتاب إلى السمعة التي اكتسبتها بعد (الطائر الحبيس) ولكنها ارادت فقط أن تظهر كيف انها كانت قادرة على البقاء على قيد الحياة في ظل عالم فيه "لم يتم تأمين الابواب فقط، ولكن تم نزع المقابض أيضًا " وأرادت أن تؤكد أيضًا على أن " الأطفال بحاجة إلى تعلم انه يمكنك أن تتعثر وتتلعثم وتقع وترى أين أنت، وتنهض لتحصل على ما تريد، وتغفر لنفسك وتمضي قدمًا في عيش حياتك ".

### التعليم ومحو الأمية
كل كتب سير (أنجيلو) وخاصة هذا الكتاب وسابقه «اهتم كثيرا بذكر ما تعرفه (أنجيلو) وكيف تعلمته». وقد قارن (لبتون) طرق تعليم (انجلو) غير الرسمية والتي وصفتها في هذا الكتاب بطرق تعاليم الكتاب السود الاخرون في القرن ال20 مثل: (كلود مكاى) و (لانغستون هيوز) و (جيمس بالدوين). وعلى الرغم من عدم حصول (أنجيلو) على شهادة جامعية، لكنها اعتمدت على الوسائل المباشرة من الاشكال الثقافية الأمريكية من أصول أفريقية في تعليمها وقد ذكرت انها لا تشعر أن تعليمها انتهي بمجرد انتهاء المدرسة الثانوية. وهنا يشير (هاغن بى) على أن (أنجيلو) تم تشجيعها منذ الصغر على تذوق الأدب فعندما كانت طفلة صغيرة اختبرت مجموعة واسعة من الكتب بدءا من شعر كونتى كولين وكتب ليو تولستوي[عدل] وغيره من الكتاب الروس ، وقد صرحت كثيرا بذلك قائلة: «عندما توقفت حياتى بطريقة ميلودرامية بسبب المؤامرت والخداع، عندئذ فقط تعرفت وتذوقت أدب الكتاب الروس».

## الاستقبال النقدي
لم يلق (اجتمعوا معًا) اعجاب النقاد مثلما فعل الجزء الأول، ومع ذلك تلقى الكتاب مراجعات واشادات جاء معظمها ايجابى وتم الإشادة بأنه كتب بشكل أفضل من سابقه. كما أشارت مجلة اطلانتك الشهرية بأن الكتاب"كتب بشكل ممتاز"، وأيضًا مجلة تشوز أو الاختيارأطلقت على (أنجيلو) "بأنها كاتبة قصص متميزة ". يرى أيضًا الناقد (كودجو) أن الكتاب "ليس سياسيا ولا يمتلك براءة لغوية " فمع انه يرى أن (اجتمعوا معًا) يعد ضعيفا مقارنة ب (الطائر الحبيس)، لكنه يؤكد على أن استخدام (أنجيلو) للغة هو " عمل يخدم الفضيلة " حيث يحتوى الكتاب على سيل متدفق من الكتابة البليغة والجذابة".
بينما يرى (لبتون) أن البنية المحكمة في (الطائر الحبيس) قد انهارت تماما في (اجتمعوا معًا) حيت أن (أنجيلو) «استبدلت تجارب الطفولة بحلقات يعتبرها عدد من النقاد بأنها حلقات مفككة أوغريبة» ، ويفسر (لبتون) ذلك بأن أعمال (أنجيلو) التالية تكونت من حلقات أو شظايا تعد «انعكاسات لذلك النوع من الفوضى الذي وجدته في الحياة الفعلية» ولذلك يعتقد (كودجو) أن هذا الاستخدام قد اضعف بنية الكتاب مشيرا إلى الاحداث التي وصفت اثرت على الحبكة ومنعتها من تحقيق «مستوى معقد من الاهمية». على الجانب الآخر يؤكد (لبتون) «أن تغير بنية السرد دفع (أنجيلو) إلى أن تنقل التركيز من على نفسها كوعى معزل، وتصبه أكثر على نفسها كأمرأة ذات بشرة سوداء تشارك في الخبرات المتنوعة بين فئات الشعب الكثيرة»، ولكن يبقى هناك أوجه للتشابه بين الكتابين؛ فكما هو الحال في (الطائر الحبيس) يحتوى (اجتمعوا معًا) على سلسلة من الحلقات المترابطة بالإضافة إلى أن كلا من الكتابين يبدأ بمقدمة شعرية.
وقد اشار (كودجو) إلى أن (اجتمعوا معًا) على عكس (الطائر الحبيس) يفتقر إلى «الصلابة الشديدة ونقطة ارتكاز أخلاقية» فالاخلاق القوية لمجتمع السود في المناطق الريفية الجنوبية، قد تم استبدالها بالاغتراب وتشرذم الحياة الحضرية في النصف الأول من القرن العشرين، حيث أن العالم الذي قدمته (أنجيلو) لقرائها في (اجتمعوا معًا) يترك البطلة دون أي احساس بالهدف ويدفعها كما يؤكد (كودجو) «إلى حافة الدمار من أجل تحقيق نفسها»، في حين يخالف الناقد (ليمان بى هاغن) رأى (كودجو) أن السيرة الذاتية الثانية ل (أنجيلو) تفتقر إلى نقطة ارتكاز اخلاقية قائلا: على الرغم من أن هناك العديد من الشخصيات البغيضة في الكتاب وأن انماط حياتهم قد تركت دون إدانتها والحكم عليها، لكن «ريتا» البريئة استطاعت أن تخرج منتصرة «فالشر لايسود ابدا» ، فهي تتحرك في عالم مهلهل بالنوايا الحسنة ويصبح أقوى كنتيجة لتعرضها له؛ ليؤكد (هاغن) انه لولا أسلوب (اجتمعوا معًا) المعقد، لأصبح محتواه عائق في قبول الكتاب ك«محاولة ادبية مثالية».
وعلى الرغم من أن (الطائر الحبيس) كان متجدد في مصداقيته وهذا شئ قدره القراء والنقاد، إلا أن صدق (أنجيلو) في (اجتمعوا معًا) كما يعتبره المراجع (جون ماكورتر) "ظهر أكثر وأكثر كصيغة" فهو يؤكد على أن الاحداث التي وصفتها في (اجتمعوا معًا) وجميع السير الذاتية اللاحقة تتطلب مزيد من التفسير، وهذا مالم توفره (أنجيلو)، وعلى الرغم من انها توقعت أن يصل إلى قرائها القيم الأخلاقية الموجودة في الكتاب، فعلى سبيل المثال، في (اجتمعوا معًا) تصر على أنها ليست متدنية لكنها ترفض الرعاية الاجتماعية، وأيضًا على الرغم من انها كانت تخشى من أن تصبح مثلية في (الطائر الحبيس) وتقدم نفسها باعتبارها شخصية خجولة وخرقاء تعشق القراءة، ولكنها في (اجتمعوا معًا) تصبح قوادة للمثلين وعاهرة، فما ينتقده (ماكورتر) في (أنجيلو) في (اجتمعوا معًا) هو اتخذها القرارات وعدم تفسيرها بشكل كامل "، ويؤكد أن "الاشخاص الذين وصفهم الراوى في هذه الحكايات الملتهبة – اصبحوا لب تنافر الرواية ".
بلاضافة إلى أن العديد من حركات «ريتا» الجسدية في الكتاب قد جعلت (هاغن) يطلق على الرواية أدب رحلات ، ووفقا للناقد (لبتون) ان هذه الحركة قد أثرت على تنظيم الكتاب وجودته مما جعله تتمة غير كافية ل (الطائر الحبيس)، وقد ردت (أنجيلو) على هذه الانتقادات بقولها أنها «حاولت الإحاطة الكاملة بالطبيعة العرضية والمتقلبة لمرحلة المراهقة» كما اختبرت هي تلك الفترة في حياتها. وفي النهاية يؤكد (ماكفرسون) على أن بنية (اجتمعوا معًا) هي أكثر تعقيدا من (الطائر الحبيس)، حيث أن أسلوب (أنجيلو) أصبح أكثر نضجا وتبسيطا مما سمح لها أن تنقل العاطفة والبصيرة بصورة أفضل؛ فظهرت كما وصفها (ماكفرسون) ك «صورة حية وشديدة الوضوح».